# Deselvana castanoptera
Deselvana castanoptera är en insektsart som först beskrevs av Melichar 1925.  Deselvana castanoptera ingår i släktet Deselvana och familjen dvärgstritar. Inga underarter finns listade i Catalogue of Life.